# Ewald von Kleist Verlag
Der Ewald von Kleist Verlag ist ein juristischer Fach- bzw. Wissenschaftsverlag im Carl-Heinrich-Becker-Weg in Berlin-Steglitz. Er wurde durch den im Jahr 2013 im Alter von 90 Jahren verstorbenen Widerstandskämpfer Ewald-Heinrich von Kleist begründet. 1974 gab er die Unternehmensleitung ab. Im Jahr 2023 wurde das gesamte Programm vom Verlag  Duncker & Humblot übernommen.
Der Buchverlag bietet unter der eingetragenen Marke leicht gemacht Lehrbücher (in Print und elektronischer Form) für Haupt- und Nebenfachstudenten sowie Berufsausbildende in zwei Serien an, die Blaue Serie für  Steuern und Rechnungswesen und die Gelbe Serie für Rechtswissenschaft.
Zu den Autoren gehören Wissenschaftler und Praktiker wie Helwig Hassenpflug, Peter-Helge Hauptmann, Bernd-Rüdiger Kern, Stephan Kudert, Claus Murken, Axel Mutscher, Heinz Nawratil, Hans-Dieter Schwind und Peter Sorg. Der Verlag verlegt u. a. BGB – leicht gemacht von Hauptmann, Nawratil (34. überarbeitete und erweiterte Auflage 2023).